# Паризький саміт НАТО 1957
Паризький саміт НАТО 1957 (англ. 1957 Paris summit) — перший саміт НАТО на вищому рівні глав держав та голів урядів країн-учасниць Північноатлантичного альянсу, який проходив з 16 по 19 грудня 1957 року у Парижі. Друга в історії зустріч лідерів країн-учасниць Альянсу після підписання у 1949 році Північноатлантичного договору.

## Саміт
Головними темами першого саміту НАТО були: обговорення нової стратегії оборонної сфери в Західній Європі, взаємовідносини в ядерній сфері США і Радянського Союзу. Як вважають деякі політики, саміт був дипломатичною відповіддю на запуск першого штучного супутника Землі .
Під час саміту було прийнято ряд рішень, серед них найважливіша — одностайна згода всіх країн-учасниць Організації Північноатлантичного договору щодо розгортання балістичних ракет середньої дальності в Європі.
Прем'єр-міністр Великої Британії Гарольд Макміллан був одним з тих, хто наполягав на «двоканальному» підході щодо вирішення загроз міжнародної безпеки і стабільності. Він виступав за захист інтересів країн-учасниць Альянсу з двох паралельних площин: військової і політичної.

## Порядок денний
В цілому обговорення були зосереджені на необхідності співпраці з іншими країнами з метою залагодити конфліктну ситуацію, що склалася в міжнародній політиці, а також стимулювати до подальшого економічного співробітництва. Також на саміті було підтверджено:
- основні цілі Альянсу;
- єдність Альянсу в будь-яких діях;
- координацію та організацію сил НАТО;
- необхідність більш тісних економічних зв'язків.
- необхідність розташування тактичної ядерної зброї на території краї-членів Альянсу, а також у без'ядерних зонах[6].